# Нефтекамск (аэропорт)

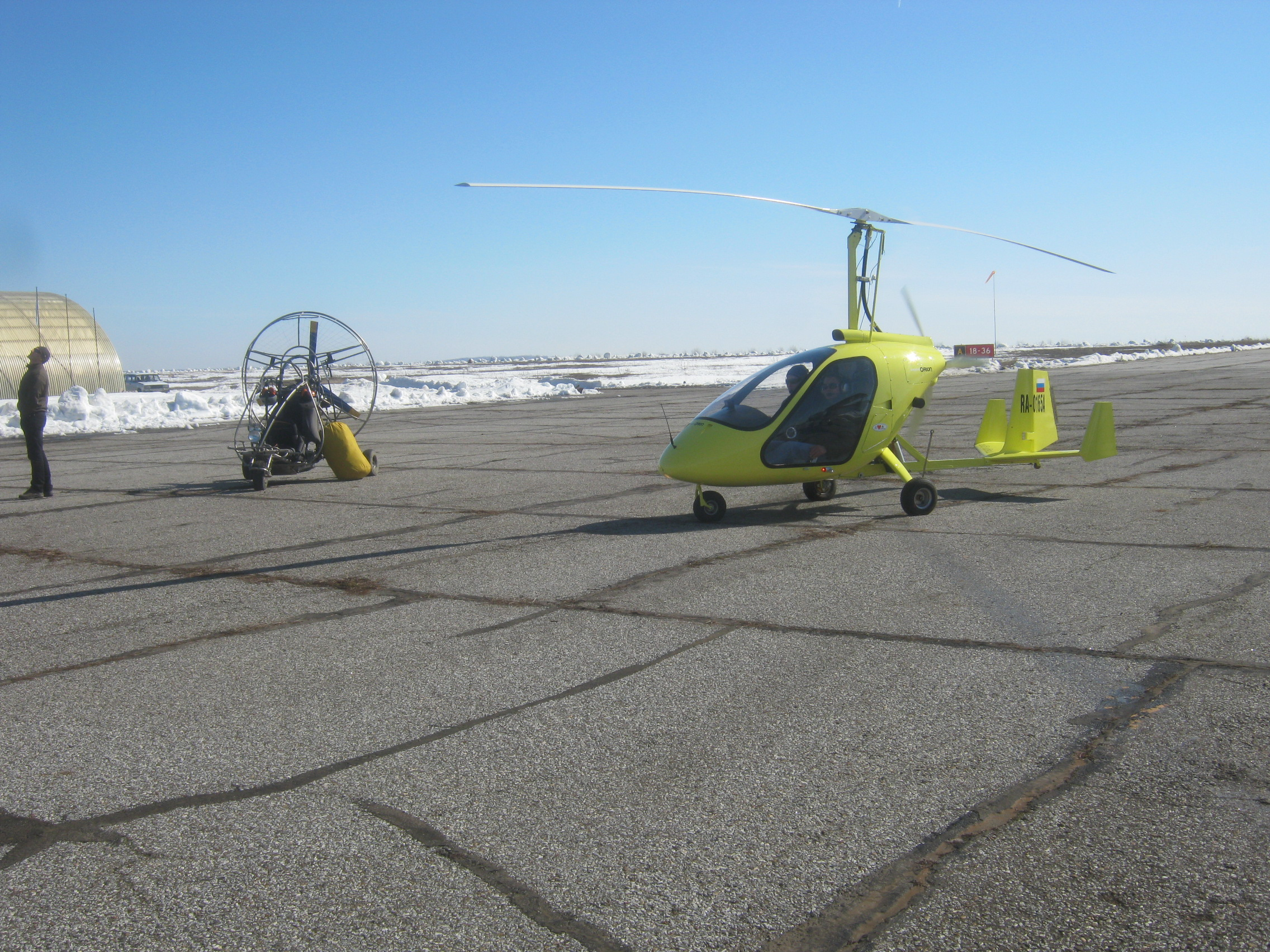
Автожир в аэропорту Нефтекамска во время праздника «Выше только небо»

Аэропо́рт Нефтека́мск — аэропорт одноимённого города в Республике Башкортостан. Расположен в 6 км севернее города.
Является собственностью ОАО «Международный аэропорт Уфа»
Вплоть до конца 1990-х аэропорт эксплуатировался в основном по рейсу Нефтекамск-Уфа-Сибай преимущественно на самолётах Ан-24
В 2010 году был произведён ремонт взлётно-посадочной полосы и установка светосигнального оборудования (стоимость реконструкции обошлась более чем в 100 миллионов рублей)
В октябре 2010 года авиакомпания «Аркаим» выполнила технический (пробный) рейс из Уфы на самолёте Л-410, авиамаршрут возобновился после 10 лет простоя.

Стоимость билета из Уфы планировалось ограничить планкой в 1200 рублей. Автобусный билет почти в 4-5 раз дешевле. Однако машина проходит 200 километров примерно за 3 с половиной часа. Л-410 успевает покрыть это расстояние за 30—40 минут. Весной 2011 года рейсы в Сибай и Нефтекамск были отменены из-за низкого спроса. На данный момент аэропорт больше не принимает, кроме экстренных ситуаций

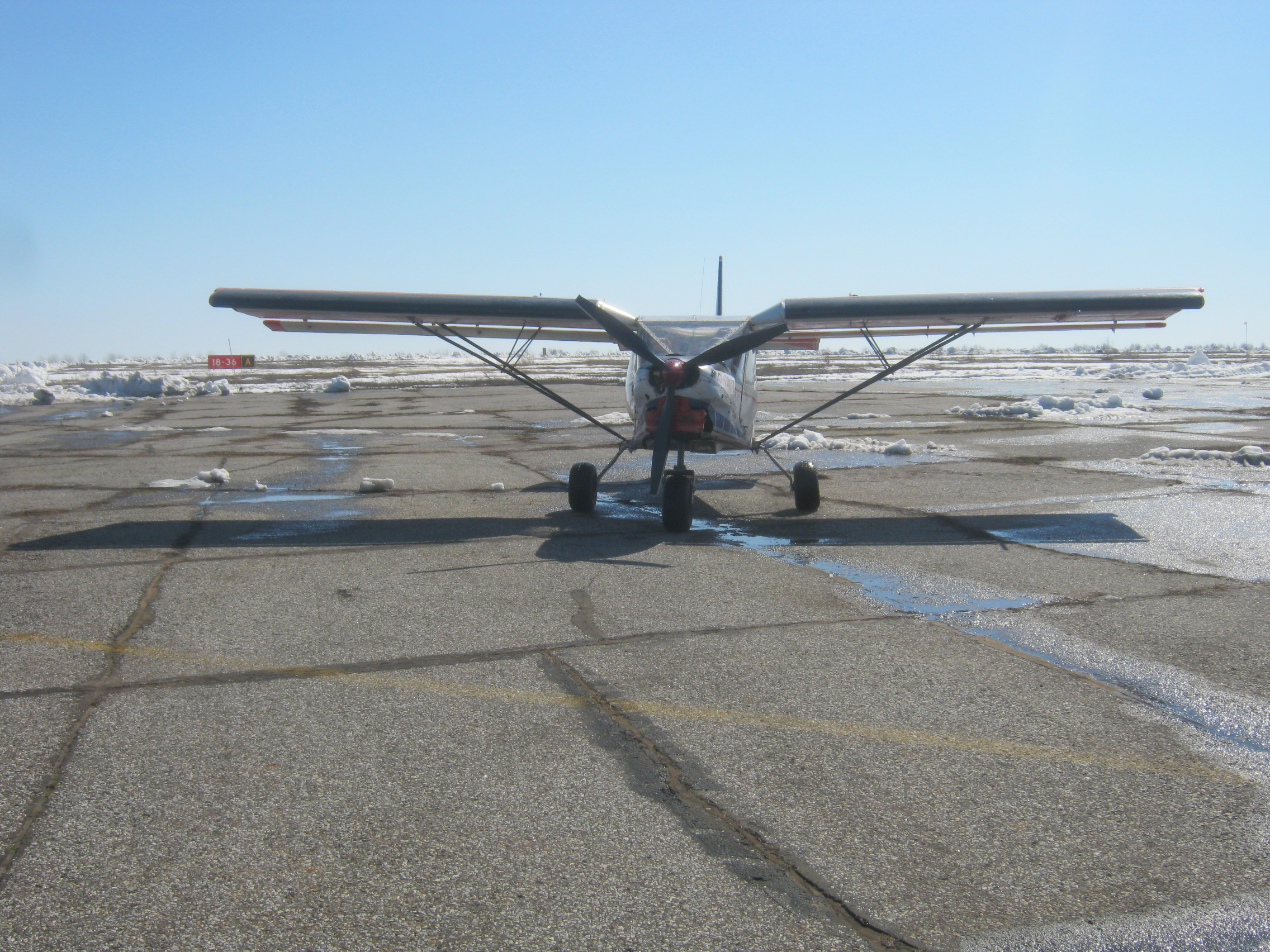
Самолет в аэропорту Нефтекамска